# Абизово (Караідельський район)
Аби́зово (рос. Абызово, башк. Абыҙ) — село у складі Караідельського району Башкортостану, Росія. Входить до складу Караідельської сільської ради.
Населення — 905 осіб (2010; 698 у 2002).
Національний склад:
- росіяни — 42 %
- башкири — 37 %